# William Hjortsberg
Œuvres principales
- Matières grises
- Le Sabbat dans Central Park

William Hjortsberg, né le 23 février 1941 à New York dans l’État de New York et mort le 22 avril 2017 à Livingston (Montana), est un scénariste et un écrivain américain de roman policier et de science-fiction.

## Biographie
Diplômé du Dartmouth College, William Hjortsberg étudie une année à l’école d’art dramatique de Yale dont il sort sans diplôme en 1963. Il écrit un premier roman intitulé Sometimes Horses Don't Come Back la même année et exerce pour vivre de nombreux métiers : plongeur dans un restaurant, instituteur, dessinateur, décorateur, pizzaiolo... Il retourne en 1967 à l’université de Stanford suivre des cours de création littéraire et publie à sa sortie trois romans de science fiction entre 1969 et 1973 : Alp, Gray Matters (traduit en France sous le titre Matières grises dans la collection Ailleurs et demain) et Symbiography. Suivent Toro! Toro! Toro!, une fantaisie comique sur l’univers de la tauromachie, et Falling Angel, traduit sous le titre Le Sabbat dans Central Park à la Série noire. Ce roman mêle le fantastique au roman noir. Il est adapté au cinéma dans un film réalisé par Alan Parker en 1987 sous le titre Angel Heart - Aux portes de l'enfer avec Mickey Rourke, Robert De Niro, Lisa Bonet et Charlotte Rampling dans les rôles principaux.
William Hjorstberg connaît une troisième traduction en France avec le roman Nevermore traduit sous le même titre à la Série noire. L’intrigue fictive s’inspire de faits réels et se déroule dans les années 1920 pendant la tournée américaine de l’écrivain britannique Arthur Conan Doyle où ce dernier rencontre le magicien Harry Houdini.
William Hjorstberg est également l’auteur de plusieurs scénarios pour le cinéma et la télévision. Deux d'entre eux ont donné naissance à un film. En 1977, Corey Allen réalise Un cocktail explosif (Thunder and Lightning), avec David Carradine, Kate Jackson, Sterling Holloway et Patrick Cranshaw. En 1985, il co-signe avec Ridley Scott le scénario de Legend, avec Tom Cruise, Mia Sara et Tim Curry dans les rôles principaux.
En parallèle à sa carrière d’écrivain, il collabore à plusieurs magazines, tels que Playboy, Penthouse, Esquire, Sports Illustrated où il publie articles et courtes nouvelles.
Il signe en 2012 une biographie consacrée à l’auteur américain Richard Brautigan.

## Œuvre

### Romans
- (en) Sometimes Horses Don't Come Back, 1963
- (en) Alp, 1969
- Matières grises, Éditions Robert Laffont, coll. « Ailleurs et Demain », 1974 ((en) Gray Matters, 1971), trad. Guy AbadiaRéédition, Pocket, coll. « Pocket Science-fiction » no 5129, 1982 ; réédition; Le Livre de poche, coll. « Science Fiction » no 7156, 1993.
- (en) Symbiography, 1973
- (en) Toro! Toro! Toro!, 1974
- Le Sabbat dans Central Park (en), Gallimard, coll. « Série noire » no 1771, 1980 ((en) Falling Angel, 1978), trad. Rosine Fitzgerald ; réédition Gallimard, coll. « Folio » no 2651, 1994 ; réédition France Loisirs, 2002 ; réédition sous le titre Angel Heart : Le Sabbat dans Central Park, Gallimard, coll. « Folio SF » no 94, 2002.
- (en) Tales and Fables, 1985
- Nevermore, Gallimard, coll. « Série noire » no 2446, 1996 ((en) Nevermore, 1994), trad. Philippe RouardRéédition, Gallimard, coll. « Folio policier » no 172, 2000.
- (en) Odd Corners: The Cyberworld of William Hjortsberg, 2004
- (en) Mañana, 2015
- L’Ange de l’enfer, Sonatine, 2022 ((en) Angel’s Inferno, 2020), trad. Étienne Gomez

### Nouvelles
- (en) The Dreamer, 1979
- (en) Sidekick, 1980

### Biographie
- (en) Jubilee Hitchhiker: The Life and Times of Richard Brautigan, 2012

## Filmographie

### Comme auteur adapté
- 1987 : Angel Heart - Aux portes de l'enfer (Angel Heart), film américain réalisé par Alan Parker, d'après le roman Falling Angel, avec Mickey Rourke, Robert De Niro, Lisa Bonet et Charlotte Rampling.

### Comme scénariste
- 1977 : Un cocktail explosif (Thunder and Lightning), film américain réalisé par Corey Allen, avec David Carradine, Sterling Holloway, Patrick Cranshaw et Kate Jackson.
- 1980 : The Georgia Peaches (en), épisode pilote américain réalisé par Roger Corman.
- 1985 : Legend, film américain réalisé par Ridley Scott, avec Tom Cruise, Mia Sara et Tim Curry.

## Distinction

### Nomination
- Prix Edgar-Allan-Poe 1979 du meilleur premier roman pour Le Sabbat dans Central Park (Falling Angel)[2]